# قایق بسته

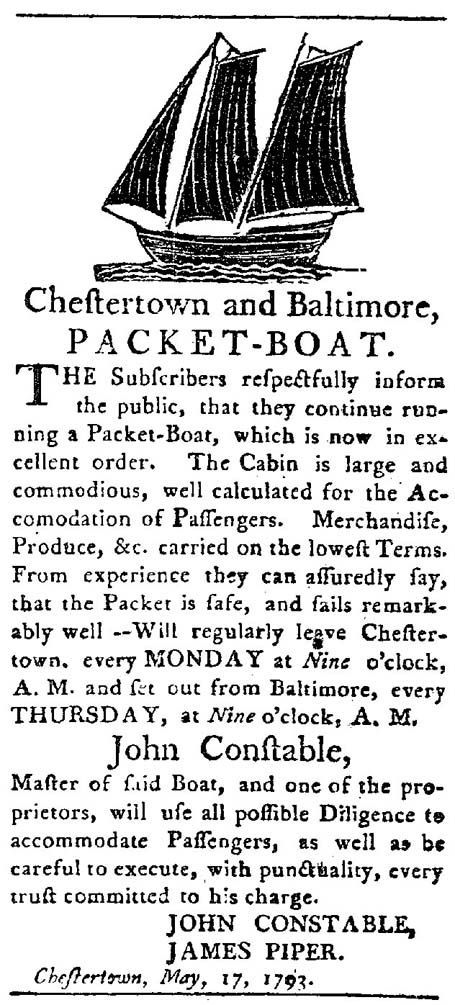
آگهی روزنامه‌ای در سال ۱۷۹۳ برای یک اسکرو بسته، چسترتاون، مریلند

قایق‌های بسته، در قرن ۱۸ و ۱۹ قایق‌هایی با اندازه متوسط برای حمل و نقل پستی داخلی، مسافر و بار در کشورهای اروپایی و در رودخانه‌ها و کانال‌های آمریکای شمالی طراحی شده بودند. برخی از این قایق‌ها با نیروی محرکه بخار حرکت می‌کردند. این قایق‌ها در طی قرن ۱۸ و ۱۹ به‌طور گسترده برای خدمات منظم برنامه‌ریزی شده مورد استفاده قرار می‌گرفتند. در قرن نوزده قایق‌های بسته با محرکه بخار در رودخانه‌های می‌سی‌سی‌پی و میسوری در ایالات متحده به‌طور گسترده مورد استفاده قرار گرفتند این قایق‌ها وظیفه تأمین مراسل و پرسنل دژها و پست‌های تجاری را بر عهده داشتند.
کشتی‌های بسته‌ در قرن هجدهم در اقیانوس اطلس بین بریتانیای کبیر و مستعمرات آن مورد استفاده قرار گرفتند و این خدمات تجارت بسته نامیده می‌شد.

## تاریخچه
از قرن هفدهم کشتی‌های بسته به‌طور گسترده در خدمات پستی ساحلی اروپا مورد استفاده قرار گرفت و به تدریج محل اقامت مسافران نیز به این قایق‌ها اضافه شد. خدمات حمل و نقل مسافران با این قایق‌ها بسیار محدود بود: حمل و نقل، «آتش دادن» (یعنی مکانی برای پخت و پز)، آب آشامیدنی (اغلب طعم نیل یا تنباکو، که چلیک‌های آب قبلاً نگه داشته بودند)، و مکانی برای خواب.
بعدها، این قایق‌ها خدمات منظم و برنامه‌ریزی شده‌تری ارائه دادند با این‌حال سفرها بستگی زیادی به آب و هوا داشت.
در سال ۱۷۲۴، دانیل دفو در رمان خود رکسانا: معشوقه خوش شانس دربارهٔ آنها نوشت. در اواسط قرن هجدهم انگلستان، پادشاه با استفاده از ۱۵ کشتی بسته خدمات هفتگی را با قاره اروپا و ایرلند انجام می‌داد. اهمیت آنها را می‌توان از این که قایق‌های بسته اولین کشتی ساخته شده در مستعمره نیو ساوت ولز (در سال ۱۷۸۹) روزهیل پکت بودند دریافت.</link>
در طول دو قرن توسعه کشتی‌های بسته قایقرانی، آنها با پیکربندی دکل‌های مختلفی شاخته شدند که عبارتند از: کرکره‌ها، کالسکه‌ها، بریگ‌ها، کاترها، بریگ‌ها، بریگانتین‌ها، لوگرها، فلوکاها، گالی‌ها، زیبک‌ها، توسعه‌های بارکی و زیبک‌ها. کشتی‌ها. قبلاً آنها به عنوان قایق‌های اعزام نیز شناخته می‌شدند، اما این خدمات توسط افراد خصوصی در زمان جنگ ارائه می‌شد و گاهی اوقات قایق‌های خصوصی اجاره می‌کردند. اخبار مربوط به "قطعات ضبط" مشتاقانه در انتظار عموم بود و ناخدا و خدمه کشتی اغلب در مطبوعات مورد تجلیل قرار می‌گرفتند. با این حال، در پس این جستجو برای دریانوردی سریعتر از باد، پایه‌های توسعه در معماری دریایی و علم آن قرار دارد که تا ظهور کشتی‌های بخار کار می‌کند.</link>
در سال ۱۸۶۳، در طول جنگ داخلی آمریکا، قایق بسته مارشال جسد ژنرال استون وال جکسون را برای تدفین از لینچبورگ به خانه اش در لکسینگتون، ویرجینیا حمل کرد.

### قایق‌های بسته بندی کانال
قایق‌های بسته کانال آمریکایی معمولاً باریک بودند، با پهنای حدود ۱۴ فوت (۴٫۳ متر) برای امکان استفاده در کانال‌ها، و طول آن‌ها ممکن بود ۷۰–۹۰ فوت (۲۱–۲۷ متر) برسد. در زمان افتتاح کانال ایری در سال ۱۸۲۵ در ایالت نیویورک در کنار رودخانه موهاک، تقاضا برای اسکان مسافران به سرعت افزایش یافت. قایق‌های بسته کانال دارای فضای کابین برای حداکثر ۶۰ مسافر بودند. برخلاف کشتی‌های بادبانی اروپایی و آمریکایی، که به دنبال دستیابی به سرعت بیشتر در زیر بادبان بودند، قایق‌های بسته کانال توسط تیم‌های دو یا سه اسب یا قاطر از کانال ایری کشیده می‌شدند. این قایق‌ها زمان مسافرت را در مقایسه با سفرهای زمینی، به نصف کاهش دادند و مسافرت با این قایق‌ها بسیار آسان بودند.</link>
مسافران می‌توانستند با ترکیبی از قایق‌های بادبانی و بسته‌بندی، ظرف ده روز از نیویورک به بوفالو برسند. برخی از مسافران برای دیدن کانال ایری و مناظر طبیعی سوار قایق می‌شدند. هزاران نفر دیگر از قایق‌های بسته برای مهاجرت به اوهایو و سایر بخش‌های غرب میانه استفاده کردند. این قایق‌ها همچنین در استقرار و سفر در داخل ایالت نیویورک از طریق کانال‌های شاخه ای مانند کانال چنانگو نقش مهمی داشتند. قایق‌های بسته در امتداد رودخانه جیمز و کانال کاناوها در ویرجینیا محبوب بودند و امکان سفر به فراتر از آبشار بالای رودخانه را فراهم می‌کردند.</link>

### کشتی‌های بسته اقیانوس اطلس

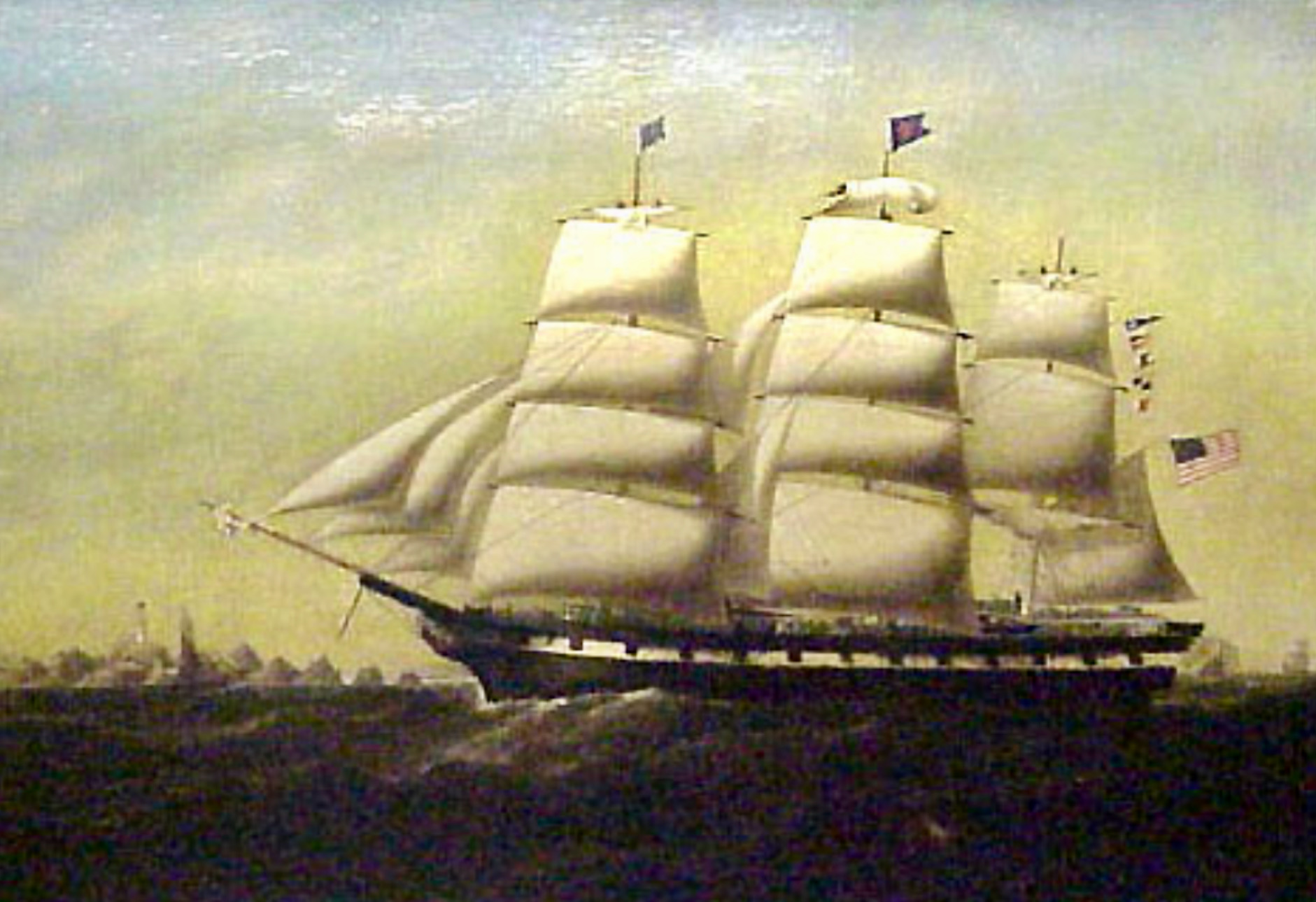
کشتی بسته پرینستون (۱۸۴۸).

کشتی‌های بسته پیشینیان کشتی‌های اقیانوس پیمای قرن بیستم بودند و اولین بار بودند که بین بنادر آمریکا و اروپا طبق برنامه منظم حرکت کردند. اولین شرکت، بلک بال لاین (بعدها "خط قدیمی") در اول ژانویه ۱۸۱۸ شروع به کار کرد و سرویس ماهانه‌ای بین نیویورک و لیورپول با چهار کشتی ارائه کرد. در سال ۱۸۲۱، بایرنز گریمبل و شرکا. خط ستاره قرمز بسته‌های لیورپول را با چهار کشتی پنتر، هرکولز، منهتن، و میتیور افتتاح کردند. در سال ۱۸۲۲، فیش، گرینل و شرکا، خط دم سوالوتیل را آغاز نمودند، که به عنوان "خط چهارم بسته‌ها برای نیویورک" شناخته می‌شود، اولین کشتی‌های آنها سیلاس ریچاردز، ناپلئون، جورج و یورک بودند که به زودی به دو منطقه منتقل شدند. سرویس هفتگی در سال ۱۸۲۵، کشتی‌هایی که نیویورک را در ۸ ام و لیورپول را در ۲۴ام هر ماه ترک می‌کردند، تبلیغ می‌شد. در واقعیت اما برنامه‌های آنها در نهایت به دلیل آب و هوا و سایر شرایط، گاهی اوقات به شدت متفاوت بود.

## بخار پستی
کشتی‌های بخار پستی کشتی‌های بخاری بودند که مراسلات را از طریق آبراه‌ها، مانند اقیانوس یا بین جزایر، عمدتاً در قرن نوزدهم و اوایل قرن بیستم حمل می‌کردند، گاهی هزینه ارسال نامه به حدی کم بود که حتی افراد عادی توانایی پرداخت هزینه ارسال نامه در فواصل دور را داشتند. علاوه بر حمل پست، بیشتر کشتی‌های بخار پستی مسافران یا محموله را حمل می‌کردند، زیرا درآمد حاصل از خدمات پستی، در صورت وجود، به خودی خود برای پرداخت هزینه سفر کافی نبود.</link>
با این حال، مزیت کشتی بخار حامل مراسلات این بود که ورود آن از قبل در روزنامه‌ها تبلیغ می‌شد، بنابراین "تبلیغ رایگان" به عنوان گزینه سفر برای مسافران یا بار به آن ارائه می‌شد. در بیشتر موارد، نامه‌ای که توسط کشتی‌های بخار پستی حمل می‌شد، به اداره پستی که آدرس آن ارسال می‌شد، تحویل داده می‌شد. در برخی موارد، نامه دریافتی در روزنامه محلی برای تحویل در اداره پست یا در دفتر کشتی بخار برای دریافت هزینه، اگر قبلاً هزینه ای پرداخت نشده باشد، تبلیغ می‌شود.</link>
گاهی اوقات، به دلیل بی‌ثباتی سیاسی زمانی که یک اداره پست نمی‌تواند خدمات عادی را ارائه دهد، نامه‌های دریافتی از یک کشتی بخار پستی به یک سرویس محلی تحویل داده می‌شد، که پست را تحویل می‌دهد و هزینه اضافی برای سرویس از مخاطب دریافت می‌کند. هنگامی که این اتفاق می‌افتاد، سرویس تحویل محلی هنگام پرداخت هزینه اضافی، مهر یا علامت خدمات محلی خود را روی پاکت مهر می‌کرد.</link>

### مقررات اتحادیه جهانی پست
نامه‌های حمل شده توسط این کشتی‌های بخار - که گاهی اوقات به عنوان پست پاکتبوت شناخته می‌شوند - تابع مقررات مختلفی از سوی دولت‌های درگیر و همچنین مقررات اتحادیه جهانی پست (UPU) که در کنفرانس یوپی‌یو وین در سال ۱۷۸۱ بیان شد بود.

## همنام هواپیما
هواپیمای باری دو موتوره و دو بوم فیرچایلد سی-۸۲ پکت توسط فیرچایلد ایرکرفت طراحی و ساخته شده است به عنوان ادای احترام به قایق بسته نامگذاری شد.</link> این هواپیماها پس از جنگ جهانی دوم توسط نیروی هوایی ارتش ایالات متحده و جانشین آن نیروی هوایی ایالات متحده استفاده شد.</link>

## تجارت و روزنامه‌نگاری
دریافت اطلاعات در سریع‌ترین زمان ممکن - چه در مورد جزئیات تجارت، بازارهای خارجی، تصمیم‌گیری، مشارکت‌های حرفه ای، اسناد تجاری، قراردادهای حقوقی، نامه‌های شخصی و اخبار سیاسی، دولتی و نظامی- برای تجارت قرن ۱۹ اهمیت فوری داشت. صنعت و تجارت تمهیدات ویژه‌ای برای شکست دادن رقبای خود انجام دادند تا کشتی‌های بادبانی، به‌ویژه کشتی‌های بسته‌بندی که در تجارت بسته‌بندی فعالیت می‌کردند، به‌عنوان بزرگراه اطلاعاتی مرکزی عصر ظهور کنند و همچنین برای توسعه روزنامه‌نگاری.
به عنوان مثال، در اواخر ژانویه ۱۸۴۰، کشتی آمریکایی هنری زودتر از موعد مقرر وارد شد و برای رساندن اخبار از قاره برای خوانندگان مشتاق آمریکایی، رقابت را شکست داد. مورنینگ هرالد (نیویورک)، اول فوریه، در صفحه اول، گزارش داد: «اخبار خارجی که امروز داده می‌شود بسیار مهم است. دیروز بعد از ظهر، حدود سه و نیم، در این دفتر یک ساعت کامل قبل از هر روزنامه دیگری از روزنامه‌های وال استریت، اخبار را دریافت کردیم. - و تا ساعت پنج ما یک ضمیمه صادر کردیم، تا جمعیت عظیمی را که دفتر ما را احاطه کرده بودند راضی کنیم، یکی از کلیپرهای ما ساعت ۱۰ شهر را ترک کرد و ساعت حدود یک سوار بر پاتریک هنری خارج از بار شد.»</link>

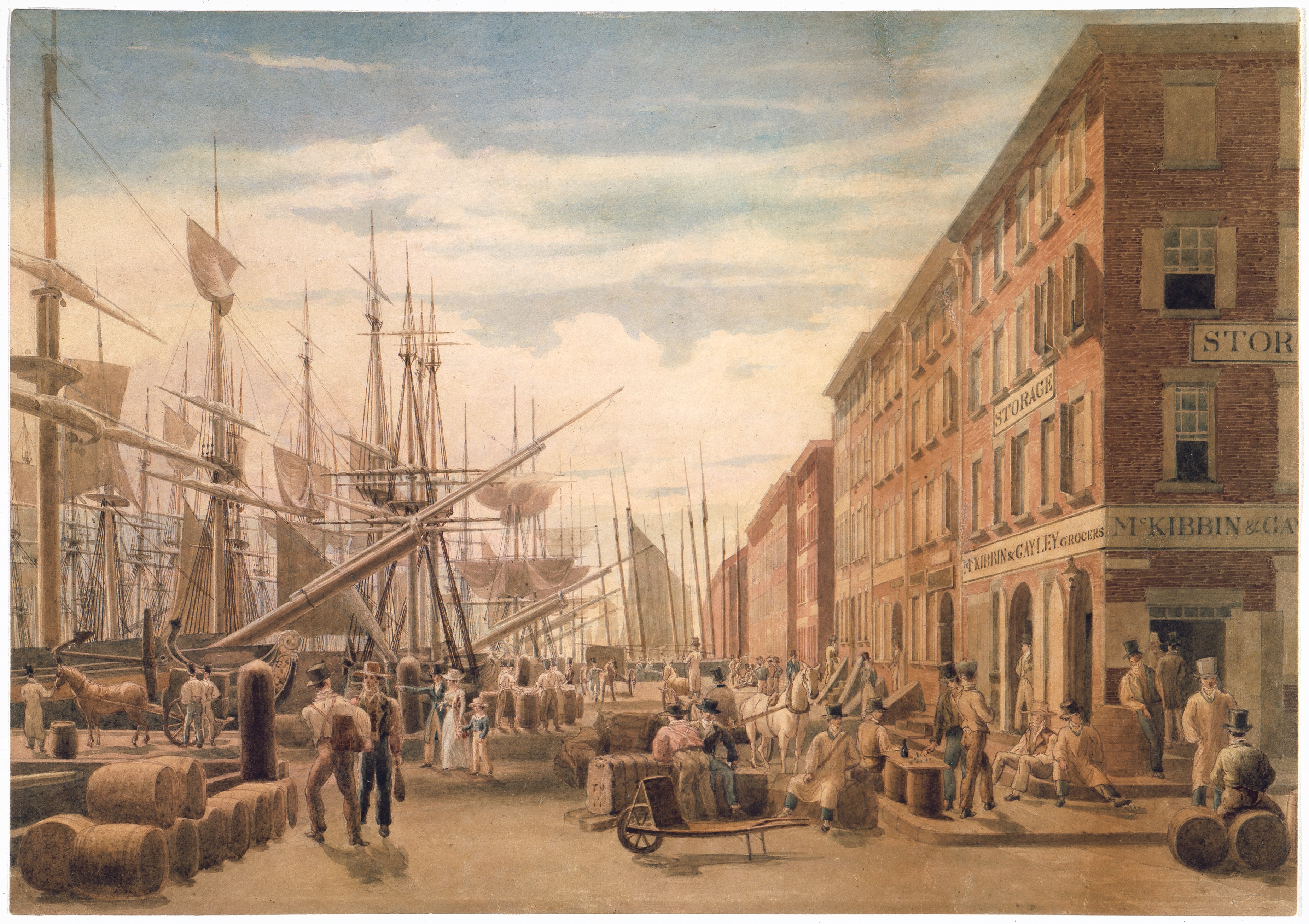
نمای خیابان جنوبی، از میدن لین، جایی که پاتریک هنری (بسته) لنگر انداخت

این خبر با عنوان «ده روز بعد از انگلستان—بسیار مهم» تبلیغ می‌شد و شامل مقالاتی دربارهٔ آمادگی‌های جنگ توسط روسیه، ازدواج ملکه ویکتوریا در آن ماه، جلسات پارلمان و اتاق فرانسه و سخنرانی پادشاه فرانسه بود.
«با ورود پاتریک هانری، کاپیتان دلانو، ما فایل‌های زیادی از روزنامه‌ها و نشریات انگلیسی دریافت کردیم، به دلیل اینکه ۲۵ لندن، ۲۶ از لیورپول و ۲۳ از پاریس… نه کمبریج و نه استقلال در ۲۶ ام منتشر شده بودند. دسامبر، پاتریک هنری یک دویدن خوب از ۹ روز تا ۳۸ را پشت سر گذاشت، جایی که در ۴مین بار، بادهای قوی غربی را تجربه کرد، که از آن زمان بدون تغییر غالب شد.»

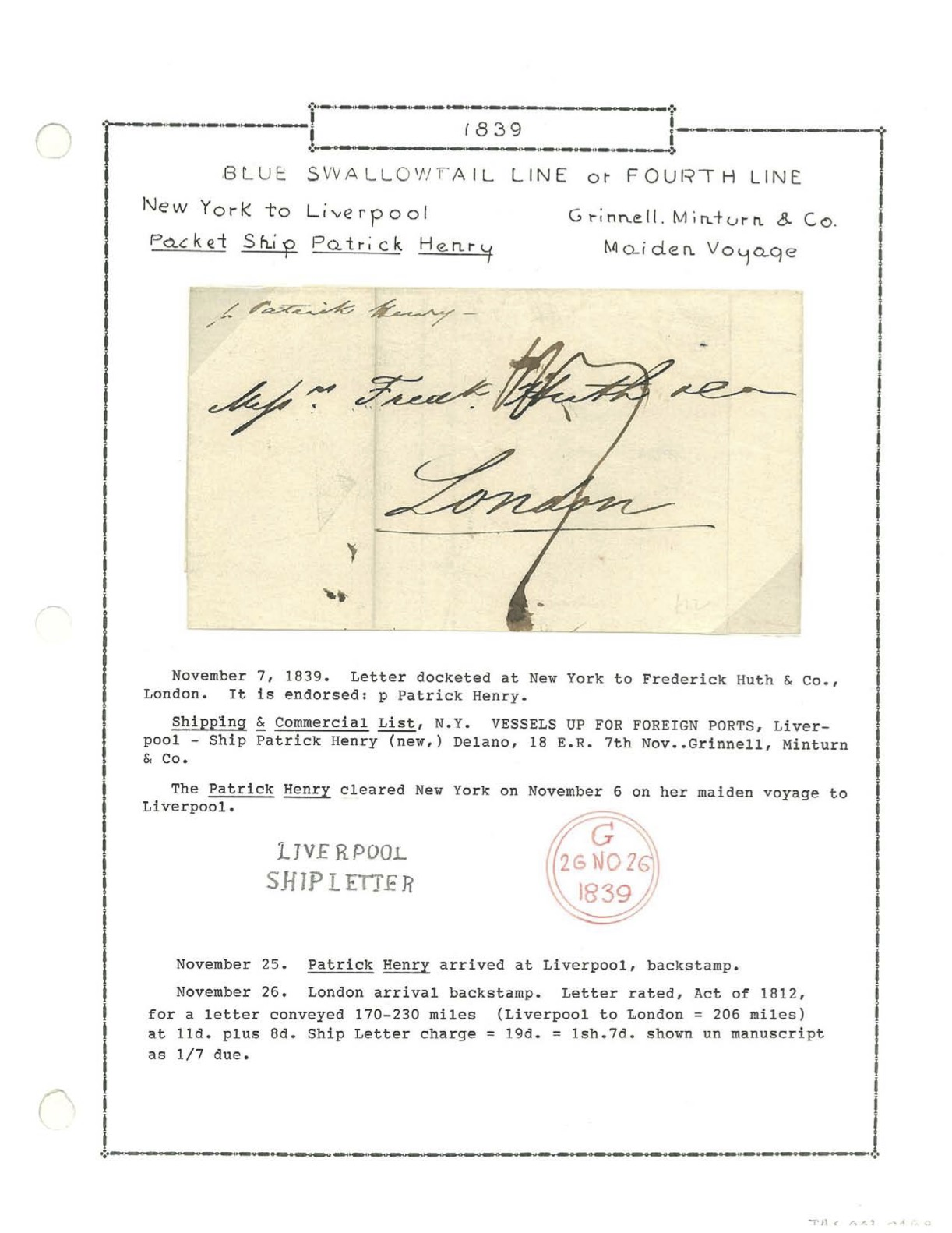
نمایش نامه در اولین سفر او به انگلستان

بهبود در سرعت این ارتباطات برای بسیاری از فعالیت‌های تجاری، مالی و کشتیرانی حیاتی بود - اطلاعات سریع‌تر باعث شد سرمایه سریع‌تر حرکت کند و مستقیماً بر تجارت جهانی تأثیر بگذارد.
در سال ۱۸۴۰، پاتریک هنری در میان بیست کشتی بسته قایقرانی در مسیر نیویورک-لیورپول، و به ویژه یکی از سریع‌ترین کشتی‌ها بود. با این حال، سفرهای رفت و برگشت کوتاه به سرعت بستگی نداشت، بلکه به تغییر برنامه بستگی داشت. کارایی ممکن است با سخت‌تر کردن برنامه‌ها بهبود یافته باشد، اما همین ممکن است تاخیرها و اشتباهات قضاوت را تشدید کند.
برای کشتیرانی به سمت غرب، خطر فاجعه بالا بود. نزدیک به یک بسته از هر شش بسته در سرویس از بین رفته است. این بدان معناست که از هر۶۰۰۰ عبور، حدود ۲۲ مورد به چنین شکسته‌هایی ختم شده است. بیش از ۶۰۰ کشتی بریتانیایی، از همه نوع، هر ساله در بین سال‌های ۱۸۳۳ و ۱۸۳۵ و ۱۸۴۱ و ۱۸۴۲ مفقود شدند. تلفات جانی این حوادث بین ۱۴۵۰ تا ۱۵۶۰ متغیر بود.

در زمان اولین سفر کشتی پاتریک هنری، در سال ۱۸۳۹، کاپیتان‌های بسته خطرات بیشتری را علیه رقبای خود به عنوان کشتی‌های بخار شروع کردند. در واقع بیشتر کشتی‌های غرق شده در دوره ای اتفاق افتاد که رقابت بین بادبان و بخار سخت‌ترین بود. از نقطه نظر انتقال پست، تجارت و روزنامه‌نگاری، این روند بسیار نگران کننده بود.
بین سال‌های ۱۸۳۸ و ۱۸۴۷ کمتر از ۲۱ کشتی حامل پست در مسیر اقیانوس اطلس شمالی گم می‌شدند - به‌طور متوسط هر سال دو کشتی. دو تا از کشتی‌ها بسته‌های فالموث و دو کشتی بخار و ۱۷ کشتی بسته‌های قایقرانی آمریکایی بودند. هشت کشتی در مسیر نیویورک-لیورپول، دو کشتی در مسیر بوستون-لیورپول، دو کشتی در مسیر نیویورک-لندن، و پنج کشتی در مسیر نیویورک-هاور بودند. شش تا از کشتی‌ها ناپدید شدند و با تمام افراد گم شدند. قابل توجه است که از هر سه غرق دو کشتی در ماه‌های نوامبر تا فوریه رخ می‌دهد، که نشان می‌دهد کاپیتان‌های بسته خطرات بسیار سنگینی را انجام داده‌اند، به خصوص در طول کشتیرانی سخت زمستانی. تنها اقدام پیشگیرانه برای اطمینان از انتقال اطلاعات تجاری محکم در سراسر اقیانوس اطلس، ارسال موارد تکراری بود. این در دوره شیفت بسیار معمولی بود. کپی‌ها همچنین ارسال سریع‌ترین اطلاعات ممکن را تضمین کردند.
در دهه اول پس از ظهور سرویس کشتی بخار ماوراء اقیانوس اطلس، بیشتر نامه‌ها - به ویژه به سمت شرق - هنوز توسط کشتی‌های بادبانی حمل می‌شد.

حتی اگر اندازه بسته‌های قایقرانی به‌طور قابل توجهی افزایش یابد، سرعت سرویس آنها از روند پس از معرفی کشتی‌های بخار در این مسیر در اواخر دهه ۱۸۳۰ پیروی نکرد. پس از سال ۱۸۳۵، به نظر می‌رسد هیچ نشانه ای از بهبود سرعت وجود ندارد.
پدیده دیگری که نشان می‌دهد بسته‌های قایقرانی در حال از دست دادن قدرت خود در تجارت درجه یک - پست، حمل و نقل خوب و مسافران کابین - بودند، این بود که آنها دیگر مانند دهه ۱۸۳۰ به وقت‌شناسی تاریخ‌های قایقرانی اهمیت نمی‌دادند. اگر قابلیت اطمینان یک سرویس کشتی پستی با منظم بودن دریانوردی و سوابق ایمنی سنجیده شود، عملکرد بسته‌های قایقرانی آمریکایی در اواسط دهه ۱۸۴۰ به‌طور قابل توجهی کمتر از چنین انتظاراتی بود.

## آلبوم عکس

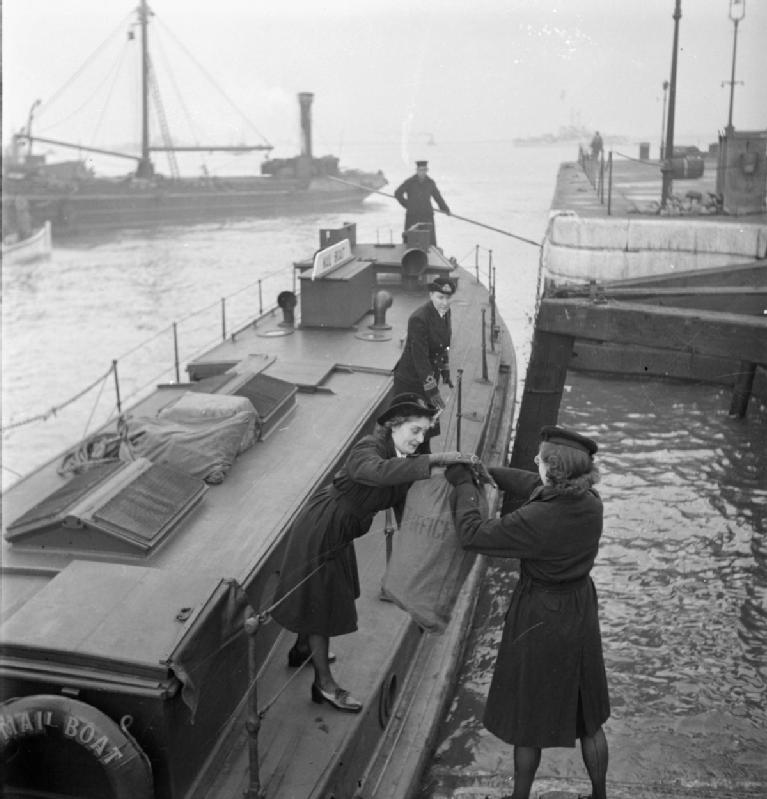
ماموران پست ناوگان بریتانیایی قایق بسته را بار می‌کنند تا نامه‌ها و بسته‌ها را به مردانی که کشتی‌های پهلو گرفته در آن نزدیکی برسانند.
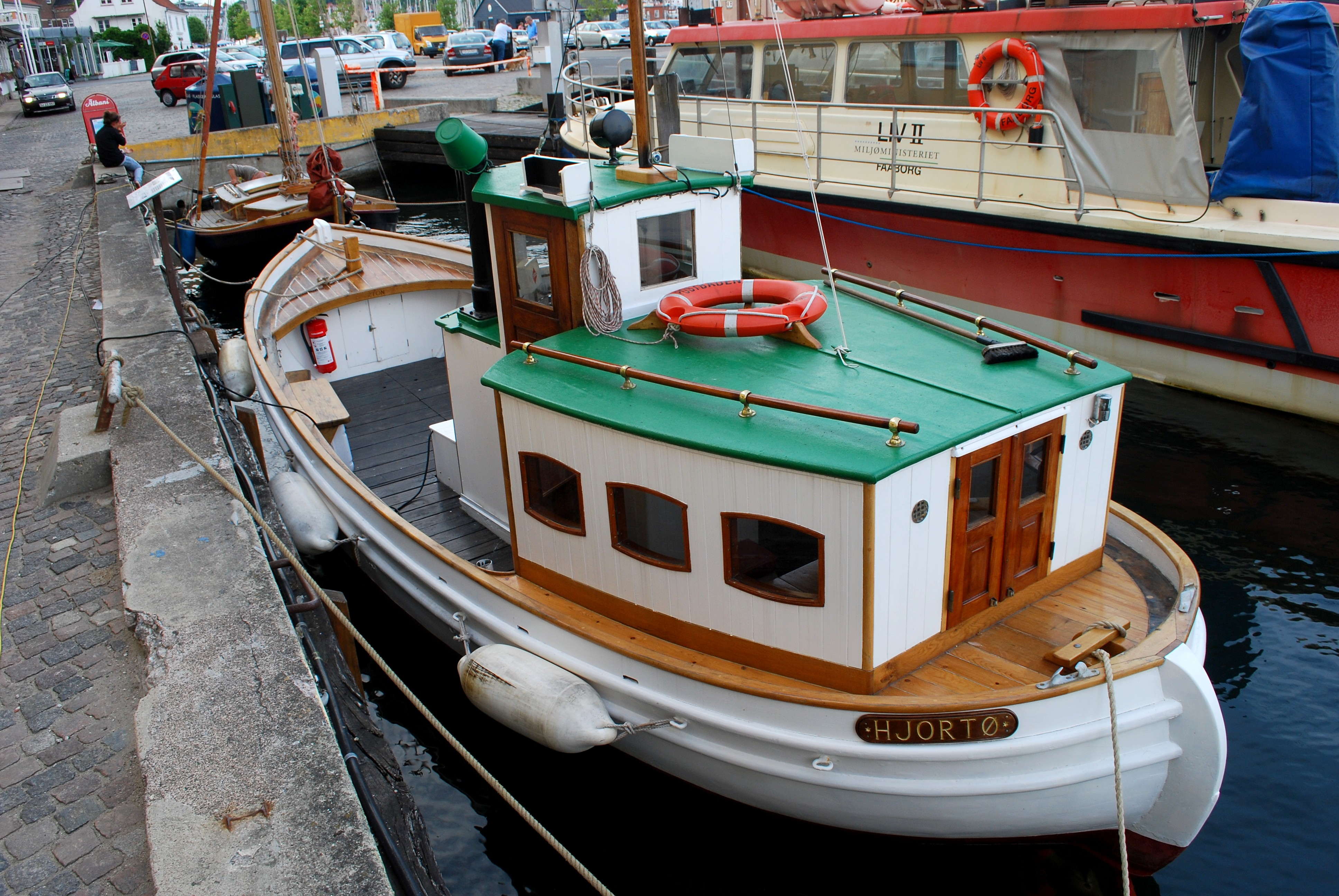
قایق بسته هجرتو Hjortø در بندر سونیروگ، دانمارک
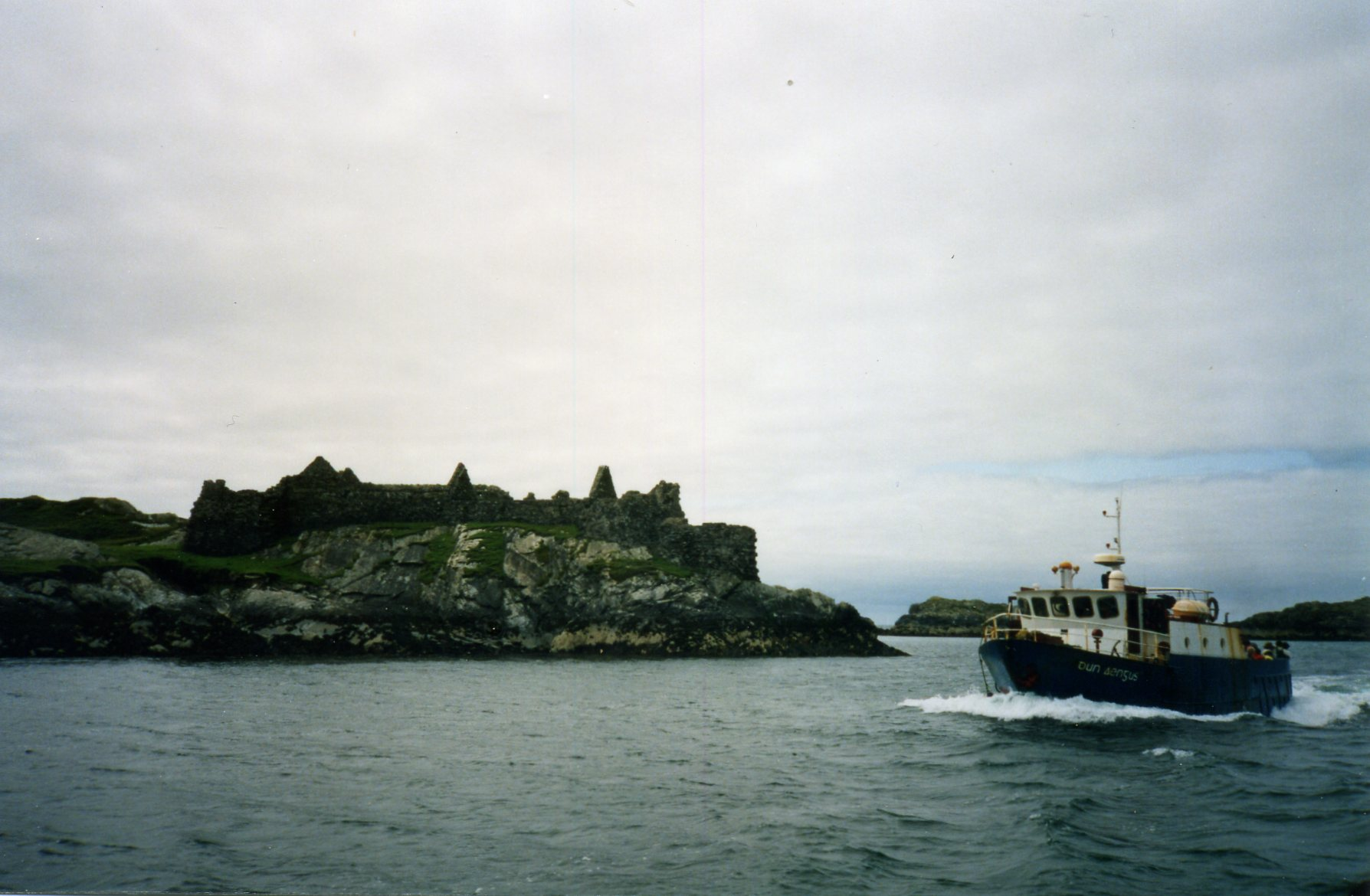
قایق دون اگنوس میل Dun Aengus Mail که از کلژن Cleggan به اینشبوفین Inishbofin، ایرلند می‌رود
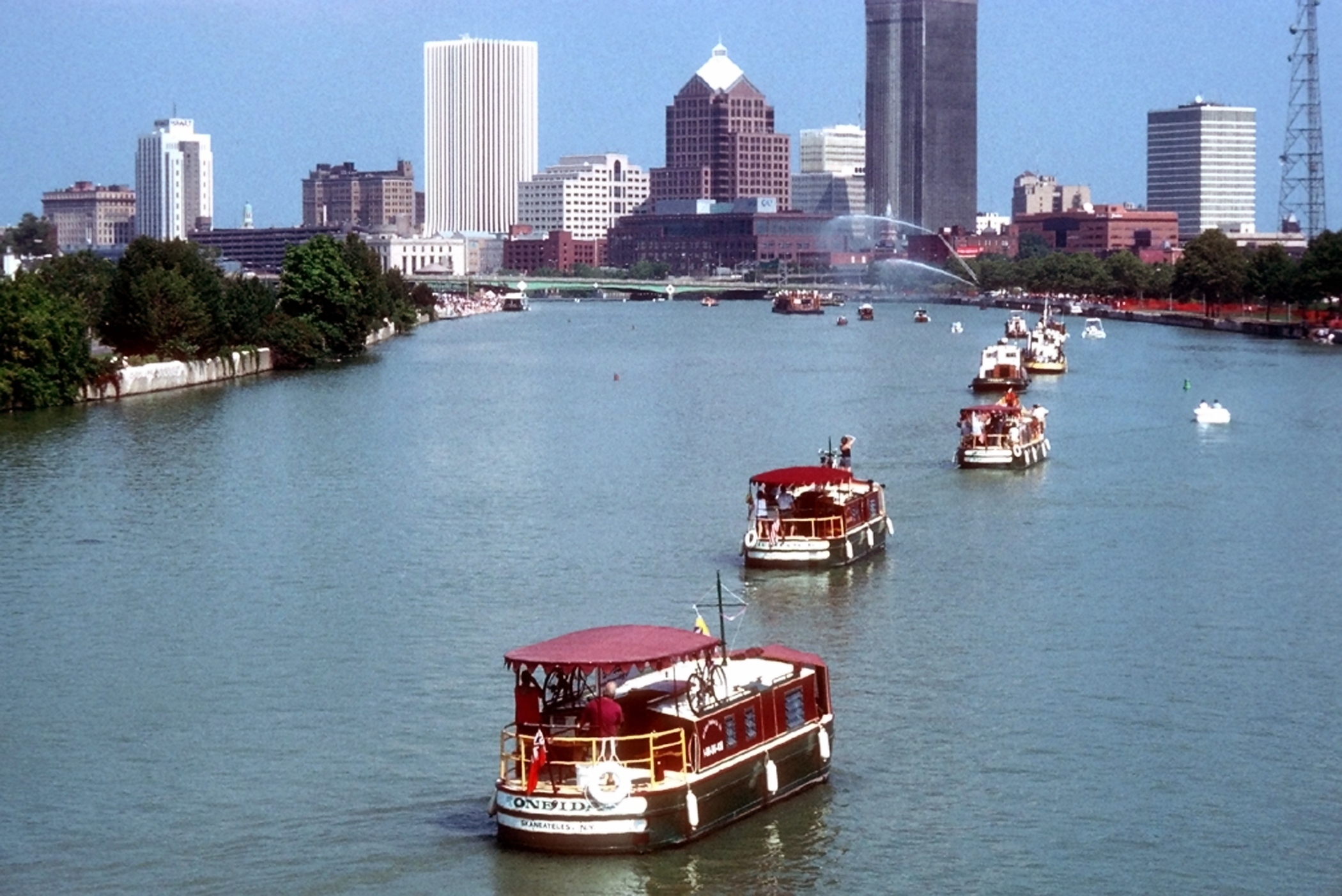
قایق‌های بسته در رود جنه‌سی، با خط افق روچستر در این زمینه، ایالات متحده آمریکا
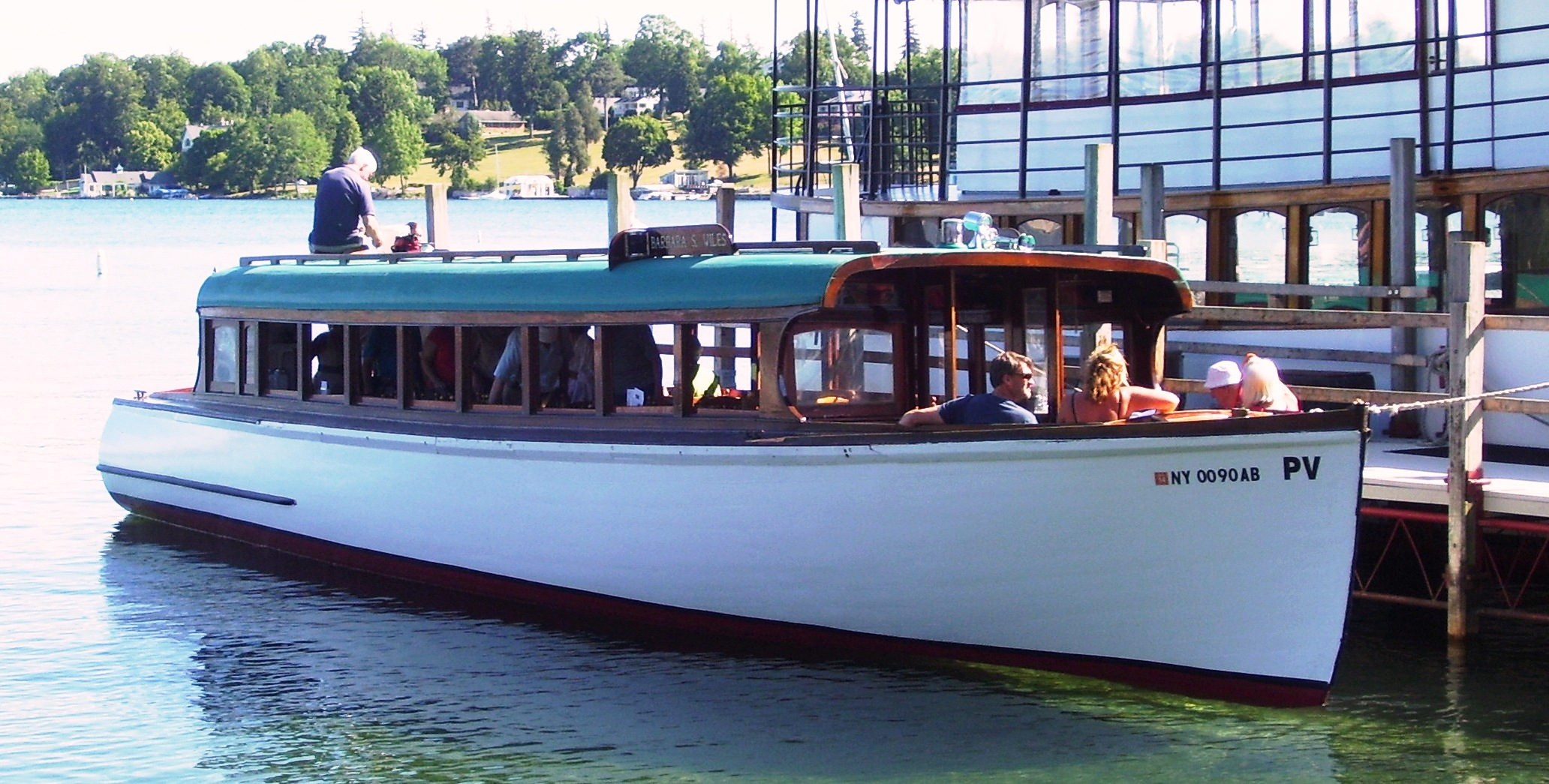
قایق پستی اسکانیتلس لیک در کلیفت پارک در اسکانیتلس، نیویورک، ایالات متحده آمریکا آمریکا پهلو گرفت.